# Kapky příběhů
Kapky příběhů je název druhého výběrového alba popové kapely Lunetic. Album bylo vydáno v roce 2007 v České republice a na Slovensku pod značkou Universal Music Group.

## Seznam skladeb
| Pořadí | Název                                                | Hudba          | Text                        | Délka |
| ------ | ---------------------------------------------------- | -------------- | --------------------------- | ----- |
| 1.     | Only you                                             | Vince Clarke   | David Škach                 | 3:44  |
| 2.     | Máma                                                 | Stano Šimor    | David Škach a Martin Kocián | 3:31  |
| 3.     | Vzpomínám                                            | Stano Šimor    | David Škach                 | 3:51  |
| 4.     | Ať je hudba Tvůj lék                                 | Stano Šimor    | David Škach                 | 3:47  |
| 5.     | Dotyky                                               | Stano Šimor    | David Škach                 | 3:54  |
| 6.     | Kapky příběhů                                        | Stano Šimor    | David Škach                 | 3:52  |
| 7.     | Jako zlej sen                                        | Stano Šimor    | David Škach                 | 4:21  |
| 8.     | Rok a den (Last Christmas)                           | George Michael | David Škach                 | 4:27  |
| 9.     | Procházím se v ulicích                               | Stano Šimor    | David Škach                 | 3:29  |
| 10.    | Chtěl bych tě líbat                                  | Stano Šimor    | David Škach                 | 3:40  |
| 11.    | Udělám, co budeš chtít                               | Stano Šimor    | David Škach                 | 3:38  |
| 12.    | Jsi anděl můj                                        | Stano Šimor    | David Škach                 | 3:34  |
| 13.    | S tebou                                              | Stano Šimor    | David Škach                 | 3:40  |
| 14.    | Jsi kouzelná                                         | Stano Šimor    | David Škach                 | 3:50  |
| 15.    | Chci vstoupit do tvých snů (Girl You Know It's True) | Stano Šimor    | David Škach                 | 3:35  |
| 16.    | Letím                                                | Stano Šimor    | David Škach                 | 3:25  |
| 17.    | Podléhám myšlenkám                                   | Stano Šimor    | David Škach                 | 3:54  |
| 18.    | Neplakej - mám Tě rád                                | Fred Parris    | David Škach                 | 3:13  |
| 19.    | Only you (bonus)                                     | Vince Clarke   | David Škach                 | 2:13  |